# Cryptocarya transversa
Cryptocarya transversa är en lagerväxtart som beskrevs av André Joseph Guillaume Henri Kostermans. Cryptocarya transversa ingår i släktet Cryptocarya och familjen lagerväxter. Inga underarter finns listade i Catalogue of Life.